# 豊後街道

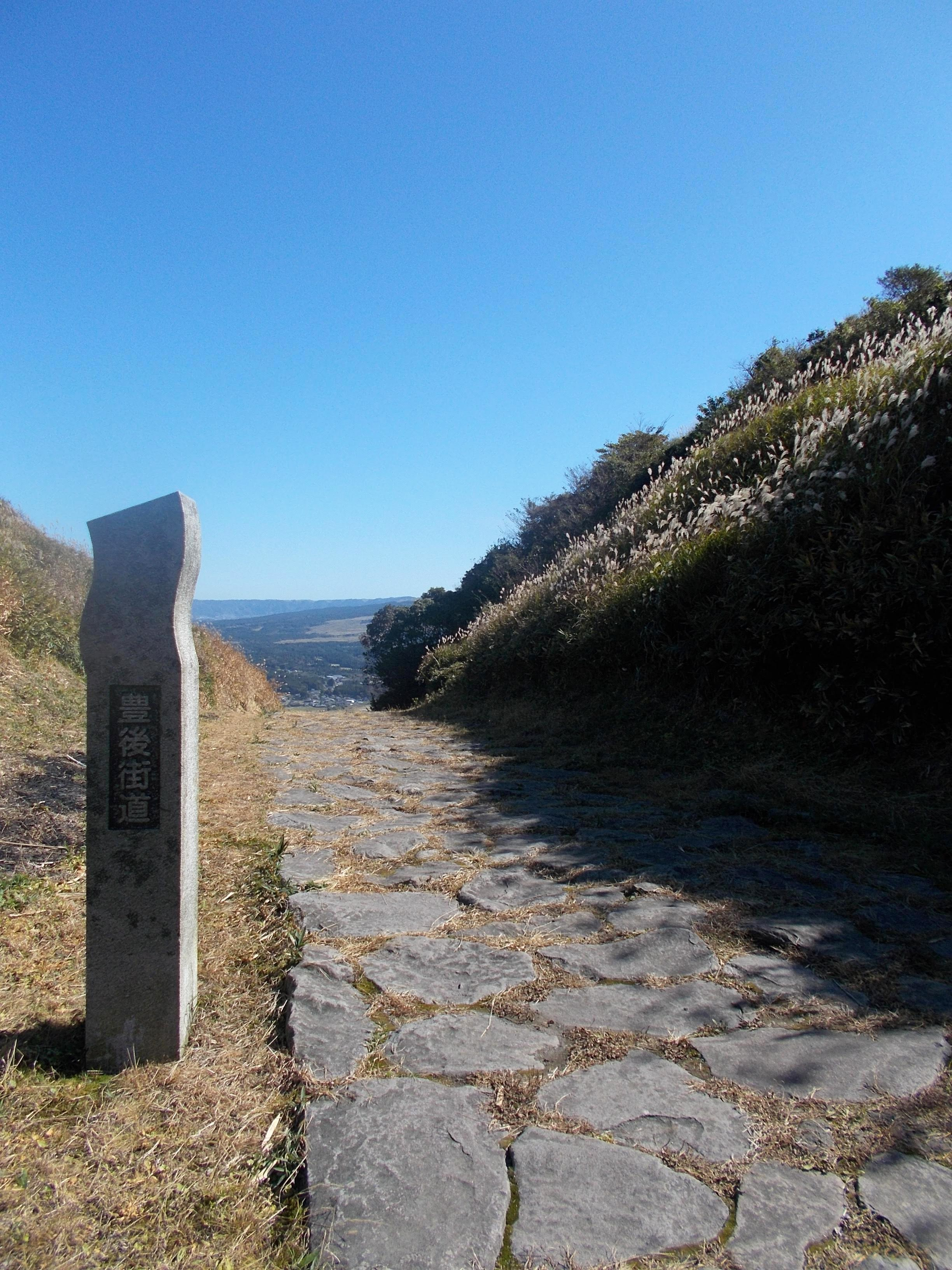
豊後街道・二重峠の石畳
（熊本県阿蘇市）

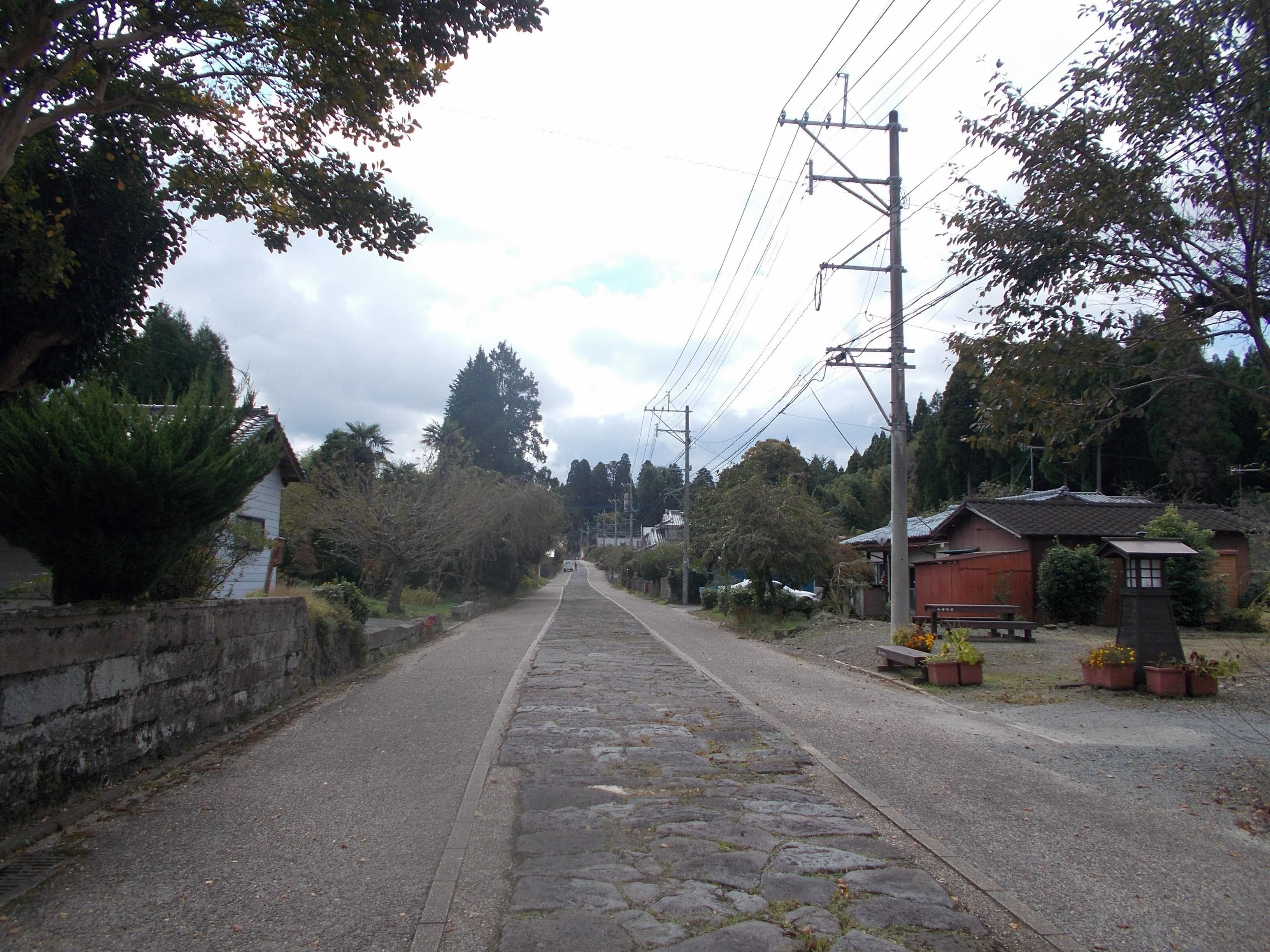
今市の石畳
（大分県大分市）

豊後街道（ぶんごかいどう）は、肥後国熊本（現在の熊本県熊本市）と豊後国鶴崎（現在の大分県大分市鶴崎）を結ぶ全長約124キロメートル（31里）の街道である。
江戸時代に加藤清正によって拓かれ、熊本藩や岡藩の参勤交代に用いられた。大分側から見ると肥後国に向かう街道であることから、肥後街道（ひごかいどう）とも呼ばれる。さらに、豊後往還、肥後往還と呼ばれることもある。

## 概要
肥後国熊本城の札の辻から、大津、内牧を経て豊後国に入り、白丹、久住、境川、古屋敷、四ツ口、追分、上野、神堤、今市、野津原、木上、八幡田、津守、萩原を経て鶴崎に至る街道である。
加藤清正が天正16年（1588年）に初めて肥後国に入国した際に通った道とされ、後に清正によって拡張され肥後国と豊後国との間の主要な街道となった。江戸時代には、豊後国のうち豊後街道沿いの久住、野津原、鶴崎が熊本藩の飛び地となり、熊本藩の参勤交代は、豊後街道を通って陸路で九州を横断した後、鶴崎の港から海路で瀬戸内海を通って大坂に至り、東海道を江戸に向かっていた。これは、当時、大坂、江戸への最短経路であった。熊本から鶴崎までは4泊5日を要し、大津、内牧、久住、野津原の4つの宿場が整備された。後に、これらの間の坂梨、今市等にも宿場が設けられた。
また、岡藩は、城下町である竹田から、七里、植木、小高野を経て四口で豊後街道に入り、萩原から今津留の船着場に向かった。この道程には2日を要した。小高野からは新屋敷を経て追分で豊後街道に入るルートが採られることもあった。
文久4年（1864年）に四国艦隊下関砲撃事件調停の幕命を受け、江戸から長崎に向かった勝海舟、坂本龍馬等一行は、佐賀関に上陸した後、豊後街道を通って熊本経由で長崎に向かった。
豊後街道のうち、熊本市から菊池郡大津町に至る部分は大津街道、大津町から阿蘇市二重峠に至る部分は清正公道（せいしょこどう）とも呼ばれる。
大津街道の区間には杉並木が作られていたが、1927年（昭和2年）の台風で大半が失われている。
経路は、現在の国道57号、熊本県道337号熊本菊陽線、熊本県道339号北外輪山大津線、熊本県道110号阿蘇一の宮線、熊本県道・大分県道131号笹倉久住線、大分県道412号久住高原野津原線、国道442号等にほぼ沿っている。

## 街道上の旧跡
所々に石畳や杉並木などが残されており、熊本県内の5ヶ所（4.38 km）が国の史跡に指定されている。また、二重の峠 - 車帰、滝室坂、大利 - 山鹿、平石の石畳の4ヶ所が)「豊後・肥後街道-鶴崎路」として歴史の道百選に選定されている。
- 二里数木（熊本県菊池郡菊陽町）
街道に一里ごとに設けられた一里塚に植えられた木で、豊後街道では唯一現存するもの。他に、一里木は九州産交バスの停留所、三里木はJR九州豊肥本線の三里木駅等にその名が残っている。
- 菊陽杉並木（熊本県菊池郡菊陽町）
道路の両端に土手を設けて杉を植え、人馬の通る部分を周囲より低くした凹道で、人馬が通る部分の道幅は30 - 40メートルにもおよぶ[10]。侵入した敵を道の両側から攻撃することができ、並木を切り倒すことにより交通を遮断できるという戦略的な意味を持つ。現在は、杉並木の間に熊本県道337号熊本菊陽線（旧国道57号）と豊肥本線とが併走している。「日本の道100選」のひとつ[10]。
- 清正公道（せいしょこどう、熊本県菊池郡大津町・阿蘇市（旧・阿蘇郡阿蘇町））
- 二重峠（ふたえのとうげ、熊本県阿蘇市（旧・阿蘇郡阿蘇町））
- 今市の石畳（大分県大分市（旧・大分郡野津原町））
今市は豊後街道の宿場町として栄え、本陣、脇本陣、茶屋、代官所、造酒屋が軒を並べていた。現在は、延長約660メートルにわたって、道幅8メートルのうち2.1メートルに石畳が残っている。外敵の侵入を防ぐために、街道は街の中心部で2度鍵形に折り曲げられ、クランク状になっている。1972年（昭和47年）に大分県の史跡に指定されている[11][12][13]。

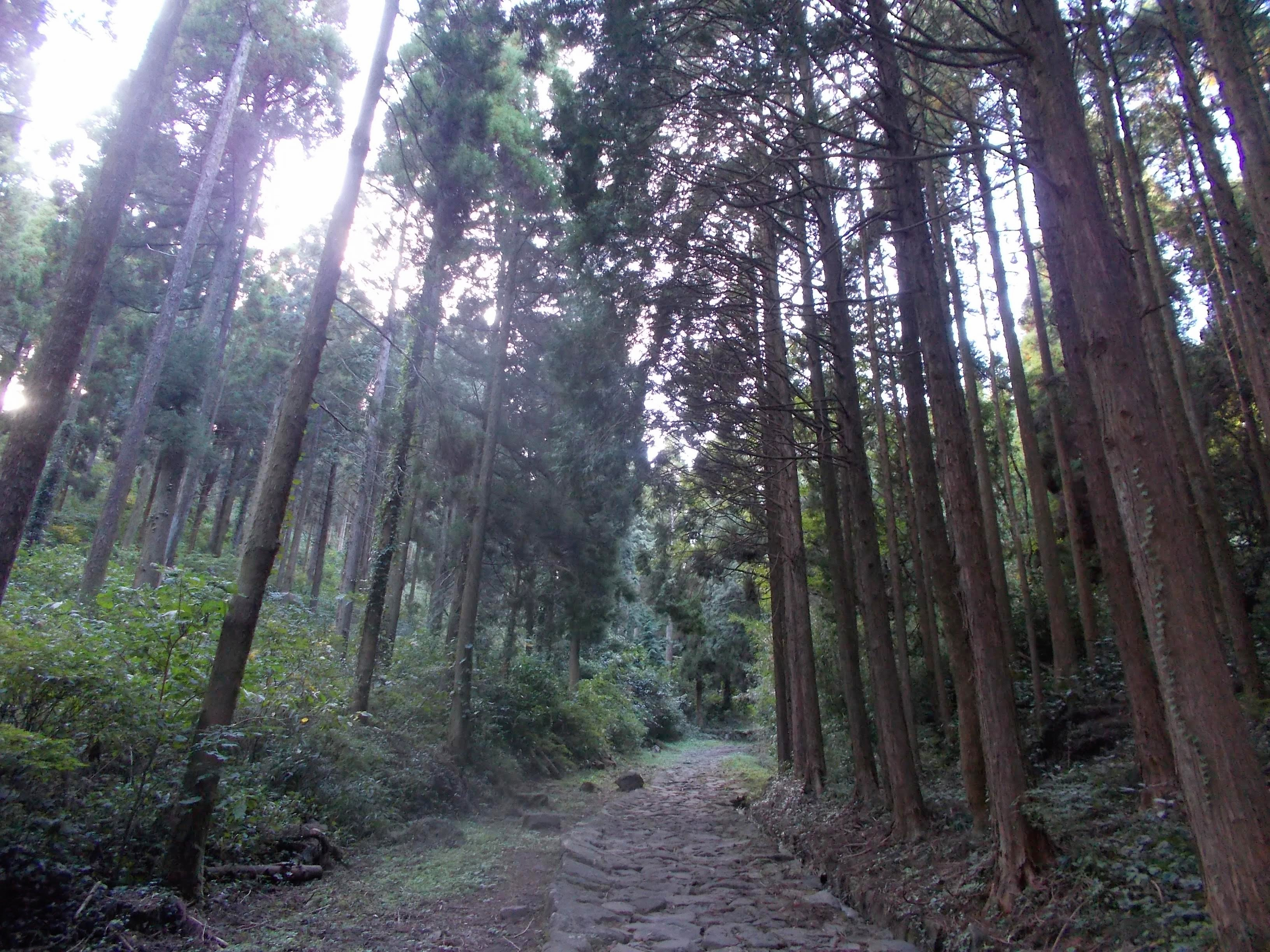
清正公道（熊本県阿蘇市）
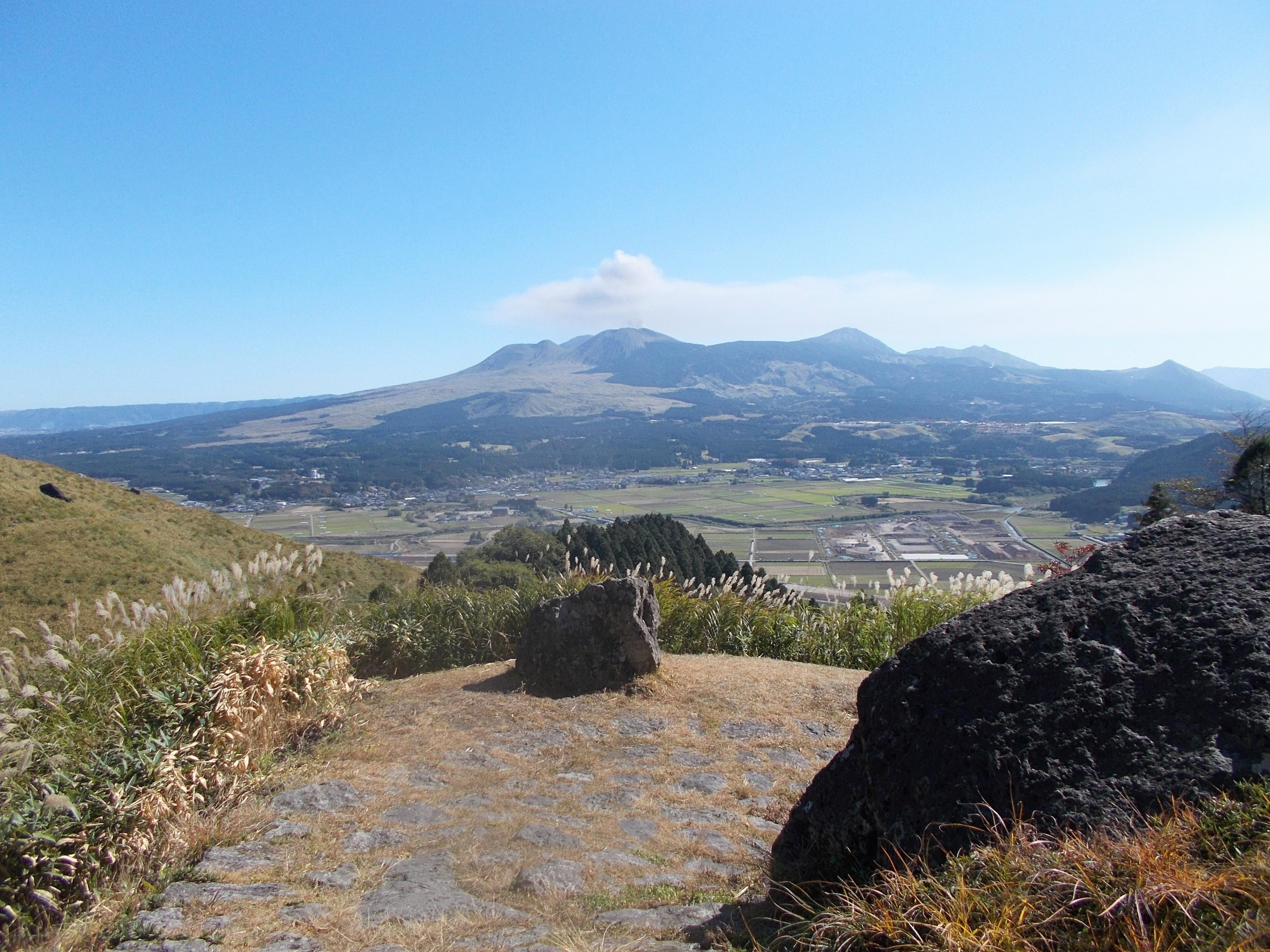
豊後街道・二重峠の石畳からの阿蘇谷と阿蘇五岳（熊本県阿蘇市）
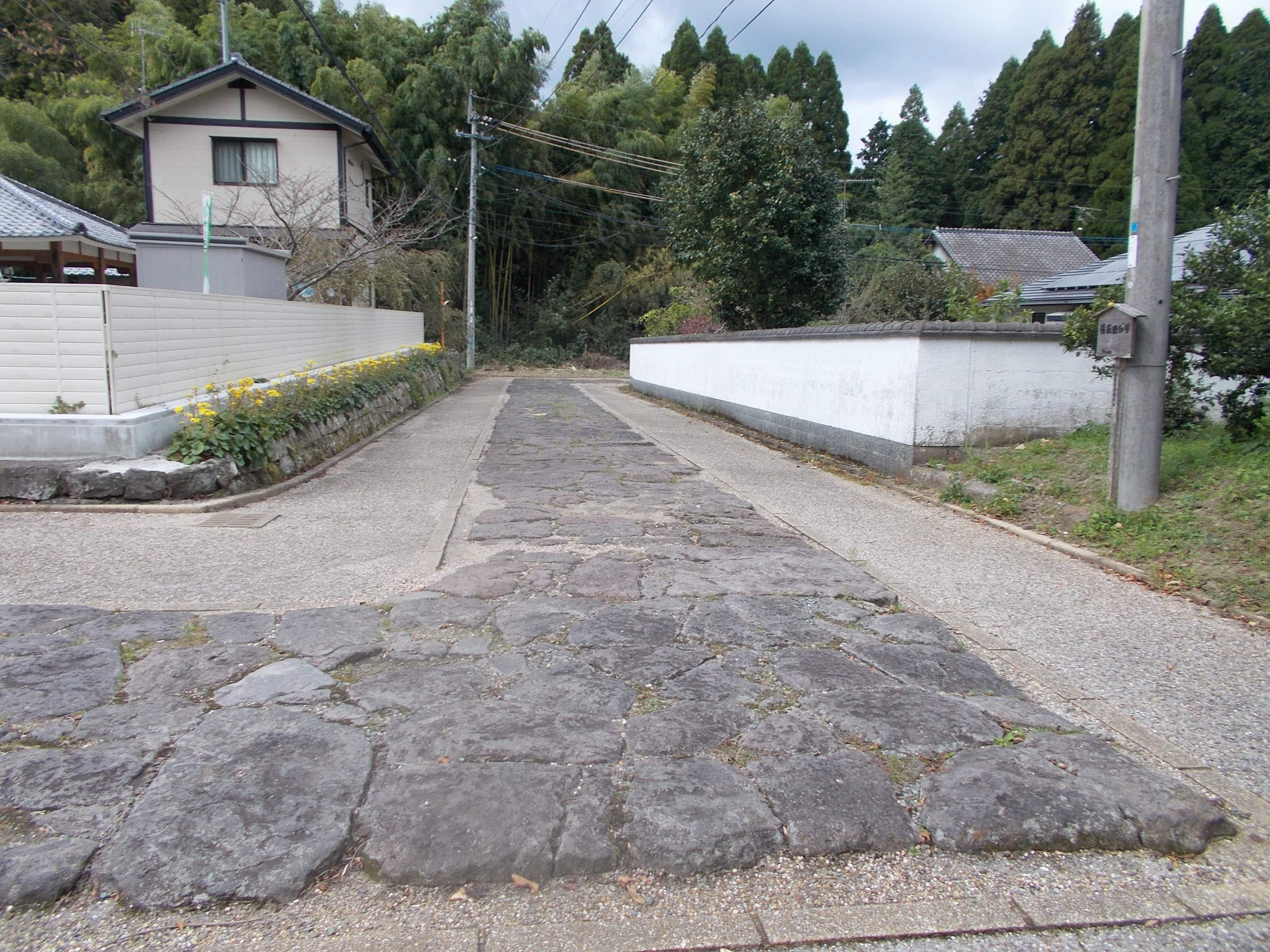
今市宿の信玄曲がり。外敵の侵入を防ぐために、街道は街の中心部で2度鍵形に折り曲げられ、クランク状になっている（大分県大分市）。

## 関連文献
- 八田茂樹「豊後街道坂梨宿の形態と機能」『交通史研究』第53巻、交通史学会、2003年、31-52頁、doi:10.20712/kotsushi.53.0_31。